# Crush 40
Crush 40, původně známá jako Sons of Angels, je japonsko-americká hard rocková kapela. Skupinu tvoří japonský kytarista a skladatel Jun Senoue (nar. 2. srpna 1970) a americký zpěvák Johnny Gioeli (nar. 5. října 1967). Je známá především hudbou pro videohry Sonic the Hedgehog. Crush 40 vydali celkem doposud dvě studiová alba, dvě živá alba, dvě kompilace, EP a jednotlivé skladby, většinou pod značkou Sega's Wave Master. Hudební styl skupiny je hard rock a glam rock.

## Seznam členů

### Aktuální členové
- Johnny Gioeli - zpěv (1998-současnost)
- Jun Senoue - kytary (1998-současnost)
- Takeshi Taneda – baskytara (2001–současnost)
- Akht. - bicí (2019 - současnost)

### Bývalí členové
- Naoto Shibata - baskytara (1998-2001)
- Hirotsugu Homma - bicí (1998-2001)
- Katsuji Kirita - bicí (2001-2005)
- Mark Schulman - bicí (2003)
- Toru Kawamura - bicí (2005-2016)
- Bobby Jarzombek - bicí (2009)

## Diskografie

### Studiová alba
- Thrill of the Feel (2000)
- Crush 40 (2003)

### EP
- Rise Again (2012)

### Živá alba
- LIVE! (2012)
- 2 Nights 2 Remember (2015)

### Kompilační alba
- The Best of Crush 40: Super Sonic Songs (2009)
- Driving Through Forever - The Ultimate Crush 40 Collection (2019)